# Giovanni da Kęty
Giovanni Canzio, ovvero di Kęty (Kęty, 23 giugno 1390 – Cracovia, 24 dicembre 1473), è stato un presbitero, fisico, teologo e filosofo scolastico polacco proclamato santo da papa Clemente XIII nel 1767.

## Biografia
Giovanni Canzio nacque a Kęty, una piccola città vicino a Oświęcim, in Polonia, da Stanisław e Anna Kanty. Frequentò l'Accademia di Cracovia, nella quale conseguì il baccalaureato e ottenne la laurea. Nel 1418 ottiene il dottorato di ricerca. I tre anni successivi alla laurea li trascorse dirigendo i corsi di filosofia dell'università, mentre si preparava per il sacerdozio.
Dopo la sua ordinazione, divenne rettore alla scuola dei canonici regolari del Santissimo Sepolcro di Miechów. Mentre si trovava a Miechów gli venne offerta la cattedra di Sacre Scritture della sua alma mater, l'Accademia di Cracovia, che in seguito sarebbe stata denominata Università Jagellonica. Conseguì un dottorato in teologia e divenne direttore del dipartimento di teologia dell'Accademia. Professore di teologia a Cracovia, lasciò l'insegnamento per qualche anno e si dedicò al servizio pastorale presso la parrocchia di Olkusz, distinguendosi per spirito di preghiera e di penitenza e per la sua carità verso i poveri. Nel 1440 riprese la docenza (contribuì all'educazione del principe Casimiro Jagellone). Ha ricoperto la cattedra fino alla sua morte nel 1473. Giovanni trascorse molte ore copiando manoscritti delle Sacre Scritture, trattati teologici e altre opere accademiche.
Nel campo della fisica, ha aiutato a sviluppare teoria dell'impeto di Giovanni Buridano, che ha anticipato il lavoro di Galileo Galilei e Isaac Newton.
Durante la sua permanenza a Cracovia, Giovanni Canzio divenne famoso in città per la sua generosità e compassione verso i poveri, specialmente gli studenti bisognosi dell'università. Sopravvisse con ciò che era strettamente necessario per sostenere la sua vita, offrendo regolarmente l'elemosina ai poveri. Nel corso della sua vita fece un pellegrinaggio a Gerusalemme e quattro pellegrinaggi a piedi a Roma.
Michael Miechowita, storico medievale polacco e primo biografo del santo, descrisse l'estrema umiltà e carità del santo, espressa anche nel suo motto personale:
Dopo essere andato in pensione, continuò a vivere presso l'Accademia. Morì durante la Messa della vigilia di Natale del 1473, all'età di 83 anni. Le sue spoglie furono sepolte nella collegiata di Sant'Anna, dove la sua tomba divenne e rimane un luogo di pellegrinaggio popolare. È il patrono della diocesi di Bielsko-Żywiec (dal 1992) e degli studenti.

## Culto
Giovanni Canzio fu beatificato il 28 marzo 1676 da papa Clemente X, che confermò il suo culto. Clemente XII lo dichiarò patrono di Polonia e Lituania nel 1737. Il 16 luglio 1767 venne canonizzato da papa Clemente XIII.
Il Breviario romano contiene tre inni dedicatigli: è l'unico confessore non vescovo a cui è stato conferito questo onore nella liturgia cattolica.
San Giovanni Canzio è un santo popolare in Polonia. Gli sono state dedicate un gran numero di chiese e scuole fondate da comunità di immigrati polacchi in America del Nord in città come Cleveland, Winnipeg, Detroit, Chicago, Milwaukee, New York e Buffalo.
Quando il giorno festivo di san Giovanni Cantius fu inserito per la prima volta nel Calendario romano generale nel 1770, fu inizialmente assegnato al 20 ottobre, ma dopo la riforma del calendario del 1969, avvenuta in forza del motu proprio Mysterii Paschalis la festa fu spostata al 23 dicembre, il giorno prima dell'anniversario della sua morte, avvenuto durante la Vigilia di Natale del 1473. I sacerdoti e le comunità che celebrano la messa secondo la Messa tridentina (e che seguono quindi il Calendario romano generale del 1960) continuano a celebrarlo il 20 ottobre con una festa di III classe.